# 霍華德·林肯
霍华德·查尔斯·林肯（英語：Howard Charles Lincoln，1940年2月14日—），是一名美国律师与商人，因其作为任天堂北美分部前任董事长与西雅图水手棒球队前任董事长兼首席执行官而闻名。

## 传记
霍华德出生于美国奥克兰 (加利福尼亚州)，儿时曾加入童子军，并成为美国画家诺曼·洛克威尔在画作The Scoutmaster中的模特，该画作于1956年被印刷在当年日历上。霍华德在从童子军退役后获得了鹰级童军的最高称号，并被颁发卓越鹰级童军奖。
霍华德于1957年被加利福尼亚大学伯克利分校录取，并于1962年获得政治学学士学位。此后他于1965年在伯克利法学院获得法学学士学位。
自1966年到1970年，他于美国军法署担任海军上尉，后于华盛顿州西雅图市一家私人诊所任律师一职。1981年他开始于任天堂公司从事法务工作，并于任天堂与环球影业关于电子游戏《大金刚》的诉讼案中为人所知。环球影业当时起诉任天堂的《大金刚》游戏侵犯了电影《金刚》的版权，霍华德聘请了约翰·卡比在法庭上为任天堂辩护，任天堂最终赢得该场官司，而本案也成为任天堂里程碑式的胜利。
1983年，霍华德成为任天堂北美地区的高级副总裁兼法律顾问。他和荒川实凭借任天堂NES游戏机及相关游戏的的成功营销，成功使北美游戏产业从1983年美國遊戲業大蕭條中重新振兴。 1994年，他被任命为任天堂北美地区董事长。
此外，霍华德还是西雅图水手棒球队前任董事长和首席执行官，在他任职期间既有成功也有争议。霍华德和前参议员斯莱德·戈顿保留了球队在西雅图的知名度，同时在与政府对新球场Safeco Field谈判期间起到了重要作用。在他的带领下，水手队于1995年、1997年、2000年和2001年频繁在季后亮相，并大举进军日本市场，还将日本巨星铃木一郎纳入麾下。但在2001年后，很多人认为他应该为西雅图水手棒球队的衰落负责，尤其是卢·皮涅拉和帕特·吉利克两位王牌经理的先后离职，使用虚假承诺来招揽巨星，与当地媒体的恶劣关系以及一系列有问题的雇佣模式，使得该球队粉丝多次要求霍华德辞职。
霍华德不仅是一个商业奇才，同时也是一个积极的慈善家。他曾担任美国华盛顿州 金县联合之路基金会与美国童子军西雅图理事会的竞选主席，也是西华盛顿大学的受托人。